# Swedenborgite
La swedenborgite è un minerale.